# III каденція Галицького сейму
3-тя каденція Галицького сейму тривала з 1870 до 1876 року, засідання відбувалися у Львові.

## Склад

### Вірилісти
- Францішек Вежхлейський — львівський римо-католицький архиєпископ
- Йосиф Сембратович — львівський греко-католицький архиєпископ
- Ґжеґож Шимонович — львівський вірмено-католицький архиєпископ
- Мацей Гіршлер — перемиський римо-католицький єпископ (в сеймі з 1871)
- Іван Ступницький — перемиський греко-католицький єпископ (в сеймі з 1873)
- Юзеф Алойзій Пукальський — тарновський римо-католицький єпископ
- Антоній Юноша Ґалецький — апостольський вікарій краківської дієцезії
- Михайло Малиновський — адміністратор Львівської архиєпархії

Ректори Львівського університету (займали місця, якщо в час їх річної каденції випадала сесія Сейму):
- Германн Шмідт (1870)
- о. Франц Костек (1871)
- Франц Коттер (1872)
- Антоній Малецький (1873)
- кс. Альберт Філярський (1874)
- Маврици Кабат (1875)
- Євсевій Черкавський (1876)

Ректори Ягеллонського університету (займали місця, якщо в час їх річної каденції випадала сесія Сейму):
- Фредерик Скобель (1870)
- Юзеф Кремер (1871)
- Кароль Теліга (1872)
- Едвард Феріх (1873)
- Ґустав Пйотровський (1874)
- Еміліан Чирнянський (1875)
- Фридерик Золь (1876)

### Обирані посли

#### І курія
- 1. Краківська округа:
  - Генрик Водзицький
  - Людвік Шуманковський
  - Францішек Пашковський
  - Станіслав Міхал Старовєйський (на його місце 19 грудня 1872 обраний Леонард Венжик, після смерті якого в 1876 обраний Павел Попель)
  - Цезарій Еміль Галлер
  - Єжи Чарторийський
- 2. Бережанська округа: Спочатку були обрані Володимир Руссоцький і Олександр Дунін-Борковський, однак не отримали мандатів, тому були обрані:
  - Юзеф Верещинський
  - Еміль Торосевич
  - Францішек Торосевич (після його смерті в 1873 обраний Анджей Цивінський)
- 3. Перемишльська округа:
  - Северин Смажевський
  - Маурицій Краінський
  - Леон Людвік Сапіга
- 4. Золочівська округа: 
  - Аполінарій Яворський
  - Август Лось (на його місце 31 серпня 1874 обраний Володимир Дідушицький)
  - Маврици Кабат
- 5. Чортківська округа:
  - Еразм Волянський
  - Аґенор Ґолуховський (після його смерті в 1875 обраний Дідушицький Тадеуш)
  - Валеріан Подлевський
- 6. Тарновська округа:
  - Едвард Дзвонковський (склав мандат, на його місце обраний Мечислав Рей)
  - Августин Пйотровський (на його місце обраний 19 листопада 1873 Юзеф Менчинський)
  - Юліан Клячко (на його місце обраний в 1871 Костянтин Пілінський)
- 7. Тернопільська округа:
  - Казимир Грохольський
  - Щенсний Козебродзький
  - Володимир Лось (помер в 1873, на його місце 19 листопада 1873 обраний Казимир Шеліський)
- 8. Сяніцька округа:
  - Едвард Гнєвош (на його місце 19 листопада 1873 обраний Густав Ромер)
  - Зенон Слонецький
  - Людвік Скжинський
- 9. Самбірська округа:
  - Олександр Дунін-Борковський (на його місце 29 жовтня 1872 обраний Мацей Серватовський)
  - Пйотр Ґросс
  - Генрик Янко (на його місце 29 жовтня 1872 обраний Марцель Мадейський)
- 10. Жовківська округа:
  - Ян Чайковський
  - Станіслав Поляновський
  - Антоній Яблоновський (первісно переміг Аґенор Ґолуховський, але мандат узяв у Чорткові, тоді обраний Яблоновський, а далі на його місце 29 жовтня 1872 обраний Артур Ґлоґовський)
- 11. Санчівська округа:
  - Юзеф Шуйський)
  - Францішек Тшетецький (помер перед сесією в 1876)
- 12. Ряшівська округа:
  - Станіслав Тарновський
  - Людвік Водзицький (на звільнені обидва мандати обрані: 31 серпня 1874 — Юзеф Бадені, 8 квітня 1875 — Едвард Єнджейович)
- 13. Стрийська округа:
  - Єжи Чарторийський (відмовився від мандату на користь краківського, на його місце обраний Томаш Городиський)
  - Октав Петруський
- 14. Станиславівська округа:
  - Павел Скважинський
  - Евстахій Рильський
- 15. Коломийська округа:
  - Каєтан Аґопсович (помер 13 листопада 1874, на його місце 2 квітня 1875 обраний Давид Абрагамович)
  - Антоній Ґолеєвський
- 16. Львівська округа:
  - Едвард Вайсман

#### ІІ курія
- Юзеф Браєр (Львівська палата)
- Фердинанд Вайґель (Краківська палата)
- Фрідрік фон Бейст (Бродівська палата, 29 серпня попросив відпустку, 22 грудня 1873 на його місце обраний Альфред Гауснер)

#### ІІІ курія
- 1. Округ Львів:
  - Герман Франкель (на його місце 29 жовтня 1872 обраний Александер Ясінський)
  - Францішек Смолька
  - Вацлав Домбровський
  - Флоріян Земялковський
- 2. Округ Краків:
  - Юзеф Маєр
  - Миколай Зиблікевич
  - Леон Войцех Хжановський
- 3. Округ Перемишль:
  - Адам Сапіга (25 серпня 1873 на його місце обраний Валерій Вайґарт)
- 4. Округ Станиславів:
  - Ігнацій Камінський
- 5. Округ Тернопіль:
  - Савчинський Сигізмунд Данилович
- 6. Округ Броди:
  - Натан Каллір (склав мандат, 25 серпня 1873 на його місце обраний Філіп Цукер)
- 7. Округ Ярослав:
  - Владислав Бадені
- 8. Округ Дрогобич:
  - Людвік Вольський (на його місце 18 листопада 1873 обраний Микола Антоневич)
- 9. Округ Бяла:
  - Францішек Стшоґовський (на його місце 5 грудня 1873 обраний Рудольф Буковський)
- 10. Округ Новий Санч:
  - Юліан Дунаєвський
- 11. Округ Тарнув:
  - Клеменс Рутовський
- 12. Округ Ряшів:
  - Євсевій Черкавський
- 13. Округ Самбір:
  - Юліан Шемельовський
- 14. Округ Стрий:
  - Юліан Лаврівський (помер в 1873, на його місце 17 листопада 1873 обраний Філіп Фрухтман)
- 15. Округ Коломия:
  - Кшиштоф Богданович (помер перед сесією в 1876)

#### IV курія
1. Округ Львів-Винники-Щирець — Корнель Кшечунович
2. Округ Городок-Янів — Еміль Пфайфер
3. Округ Бережани-Перемишляни — Альфред Юзеф Потоцький
4. Округ Бібрка-Ходорів — Мечислав Щепанський
5. Округ Рогатин-Бурштин — Кирило Губар
6. Округ Підгайці-Козова — Ілля Фецак
7. Округ Заліщики-Товсте — Микола Бойчук (на його місце 29 жовтня 1872 обраний о. Федір Лісевич)
8. Округ Борщів-Мельниця — Федір Гайдамаха
9. Округ Чортків-Язловець-Буданів — Миколай Волянський
10. Округ Копичинці-Гусятин — Вільгельм Семенський-Левицький
11. Округ Коломия-Гвіздець-Печеніжин — о. Іван Левицький (склав мандат, 12 грудня 1872 на його місце обраний Евгеніуш Кучковський)
12. Округ Городенка-Обертин — Василь Цалковський
13. Округ Косів-Кути — Матвій Кашевко
14. Округ Снятин-Заболотів — о. Іван Озаркевич (склав мандат в 1875, 18 травня 1875 на його місце обраний о. Михайло Коржинський)
15. Округ Перемишль-Нижанковичі — о. Григорій Шашкевич
16. Округ Ярослав-Синява-Радимно — Стефан Замойський
17. Округ Яворів-Краковець — Іван Кантій Шептицький
18. Округ Мостиська-Судова Вишня — Владислав Шот
19. Округ Самбір-Старе Місто-Стара Сіль — Михайло Попель
20. Округ Турка-Бориня — Кароль Бартошевський
21. Округ Дрогобич-Підбуж — Василь Коцко
22. Округ Рудки-Комарно — Павел Лисинецький (повноваження двічі не були підтверджені, на його місце обраний Василь Андрієвський)
23. Округ Лука-Меденичі — Данило Іванишів
24. Округ Сянік-Риманів-Буківсько — Петро Коциловський
25. Округ Лісько-Балигород-Літовищі — Іван Керепин
26. Округ Добромиль-Устрики-Бірча — Юзеф Тишковський
27. Округ Дубецько-Березів — Фелікс Погорецький (склав мандат 13 жовтня 1874, на його місце 24 серпня 1874 обраний кс. Войцех Стемпек)
28. Округ Станиславів-Галич — о. Михайло Козанович
29. Округ Богородчани-Солотвино — о. Олексій Заклинський
30. Округ Монастириська-Бучач — о. Гавриїл Крижановський
31. Округ Надвірна-Делятин — о. Корнило Мандичевський
32. Округ Тисмениця-Тлумач — Михайло Демків (його обрання скасовано 16 вересня 1871, на його місце обраний о. Йосиф Завадовський)
33. Округ Стрий-Сколе — о. Йосиф Кульчицький
34. Округ Долина-Болехів-Рожнятів — Аполінарій Гоппен
35. Округ Калуш-Войнилів — о. Антоній Петрушевич
36. Округ Миколаїв-Журавно — Василь Ковальський
37. Округ Тернопіль-Ігровиця-Микулинці — о. Василь Фортуна
38. Округ Скалат-Гримайлів — о. Гнат Галька
39. Округ Збараж-Медин — о. Степан Качала
40. Округ Теребовля-Золотники — Володимир Баворовський
41. Округ Золочів-Глиняни — Юзеф Весоловський
42. Округ Лопатин-Броди-Радехів — Теодор Білоус
43. Округ Буськ-Кам'янка Струмилова-Олесько — о. Йосиф Красицький
44. Округ Заложці-Зборів — Іван Боднар
45. Округ Жовква-Куликів-Мости Великі — Іван Пелех
46. Округ Белз-Угнів-Сокаль — о. Йосип Яюс (сейм не затвердив його повноваження, мандат був вільний у 1870-1871, на його місце у 1873 році був обраний Теофіл Павликів)
47. Округ Любачів-Чесанів — Юзеф Зайферт (склав мандат, на його місце обраний о. Павло Яворський)
48. Округ Рава-Немирів — Амвросій Яновський
49. Округ Краків-Могила-Лішки-Скавіна — Юліан Кірхмаєр (помер у 1874, на його місце 24 серпня 1874 обраний кс. Ян Хелмецький)
50. Округ Хжанув-Явожно-Кжешовіце — Ян Сплавінський
51. Округ Бохня-Неполоміце-Вісьнич — Францішек Гошард
52. Округ Бжеско-Радлув-Войнич — кс. Міхал Круль
53. Округ Величка-Подґуже-Добчице — Генрик Конопка
54. Округ Ясло-Бжостек-Фриштак — Антоній Міхальський
55. Округ Горлиці-Беч — Анджей Ридздзовський
56. Округ Дукля-Кросно-Змигород — Юзеф Ясінський
57. Округ Ряшів-Глогув — Ян Вісньовський
58. Округ Ланьцут-Переворськ — Щенсний Фірлей
59. Округ Лежайськ-Соколув-Улянув — Єнджей Кобиляж
60. Округ Розвадув-Тарнобжеґ-Нисько — Ян Дрозд
61. Округ Тичин-Стрижів — Станіслав Шурлей
62. Округ Новий Санч-Грибів-Цінжковичі — Якуб Ляскош
63. Округ Старий Санч-Криниця — Ян Оскард
64. Округ Новий Тарг-Кросцєнко — Адольф Тетмаєр
65. Округ Ліманова-Скшидліна — Томаш Ґавронек (утратив мандат 30 квітня 1876, на його місце вибраний Валентій Яворський)
66. Округ Тарнув-Тухув — Мацей Влодек
67. Округ Домброва-Жабно — Щепан Жолендзь
68. Округ Дембиця-Пільзно — Пйотр Ґарбачинський
69. Округ Ропчице-Кольбушова — Єнджей Кузара
70. Округ Мелець-Зассув — Ян Юзеф Тарновський
71. Округ Вадовіце-Кальварія-Андрихув — Юзеф Баум
72. Округ Кенти-Бяла-Освенцім — Францішек Храпек
73. Округ Мисленіце-Йорданув-Макув — Ян Турчин
74. Округ Живець-Слемень-Мілювка — Антоній Сівєц